# Stefano Caronia
Stefano Caronia (Partanna, 11 agosto 1876 – Gibellina, 17 novembre 1920) è stato un presbitero italiano, assassinato dalla mafia.

## Biografia

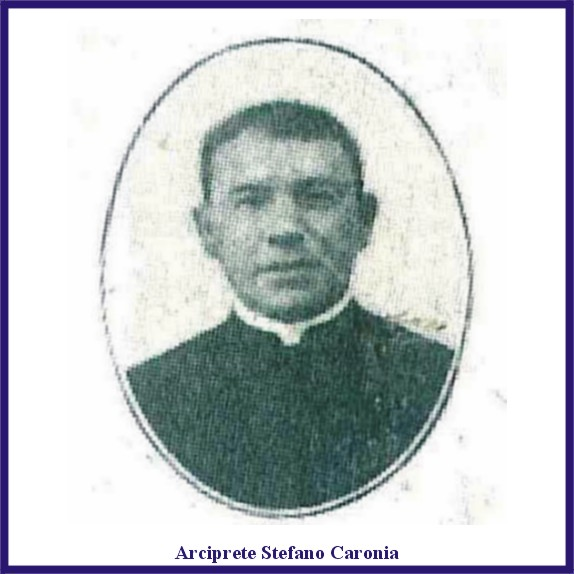
Fotografia dell'epoca di Stefano Caronia

Arciprete impegnato per la sua attività di "prete sociale", legata all'insegnamento di Leone XIII e all'azione di Don Sturzo.
Esponente del Partito Popolare Italiano di Sturzo e sostenitore dell'azione delle cooperative popolari si impegnò nella battaglia contro feudatari locali a favore della popolazione di Gibellina, domandando a Roma l'esproprio dei feudi circostanti, a favore della locale Cooperativa Agricola, sollecitando all'azione i suoi compaesani con queste parole:
(S. Caronia)
Nell'agosto 1920, 320 persone si erano già iscritte nella locale sezione del PPI in appoggio a questa battaglia, che nelle intenzioni avrebbe dovuto essere di carattere amministrativo.
Venne ucciso con tre colpi di rivoltella, nel pomeriggio tardo del 17 novembre 1920, in pieno centro paese, vicino alla Cooperativa di Consumo che aveva contribuito a far crescere.
Le modalità del delitto non lasciarono dubbi sull'intenzione intimidatoria dello stesso, oltre che alla necessità mafiosa di eliminare un abile organizzatore della lotta contro i poteri feudatari mafiosi.L'anno seguente nella provincia di Trapani il PPI subirà una flessione alle elezioni politiche.
Nella lapide fu scritto :

## Fonti
- Centro Siciliano di Documentazione "Giuseppe Impastato" Chiesa, mondo cattolico e mafia
- Giovanni Bolignani, Bernardo Mattarella: Biografia politica di un cattolico siciliano,  2001 Rubbettino, 376 pp, ISBN 8849802145